# Dodona naga
Dodona naga är en fjärilsart som beskrevs av Robert Christopher Tytler 1940. Dodona naga ingår i släktet Dodona och familjen Riodinidae. Inga underarter finns listade i Catalogue of Life.